# Kirk Allen
Kirk Blaine Allen (* 3. Mai 1971 in Calgary) ist ein ehemaliger kanadischer Skispringer.

## Werdegang
Allen, der für die Banff Ski Runners startete, gab sein internationales Debüt am 3. Dezember 1989 im Rahmen des Skisprung-Weltcups auf seiner Heimatschanze in Thunder Bay. In seinen ersten beiden Springen blieb er dabei jenseits des 60. Platzes und damit ohne jede Chance. Auch im März 1990 im schwedischen Örnsköldsvik, im norwegischen Raufoss und im slowenischen Planica konnte er sich nicht weiter vorn platzieren und landete nur auf hinteren Plätzen.
Die Saison 1990/91 begann er erneut mit Rang 60 in Thunder Bay, konnte sich aber im zweiten Springen auf Rang 35 verbessern. Auch im März 1991 in Trondheim zeigte er als 39. eine gute Leistung. Zu Weltcup-Punkten, die es in der Saison bis Platz 15 gab, reichte es damit jedoch erneut nicht. In die Saison 1991/92 startete Allen überraschend mit Rang 19 von der Normalschanze in Thunder Bay. Es war die höchste Einzelweltcup-Platzierung seiner Karriere.
Bei den Olympischen Winterspielen 1992 in Albertville sprang Allen von der Normalschanze auf Rang 55 und von der Großschanze auf Rang 53. Gemeinsam mit Ron Richards und Horst Bulau erreichte er beim Teamspringen mit einem Rückstand von über 100 Punkten auf den 13. Platz am Ende den 14. und damit letzten Platz.
Zum Saisonende bestritt er in Trondheim und Oslo noch einmal erfolglos zwei Weltcup-Springen, bevor er seine Karriere beendete.

## Privates
Kirk Allens Bruder Kevin war ebenfalls Skispringer und sprang ebenso 1989 für ein Springen im Skisprung-Weltcup.